# Vega de Espinareda (kommunhuvudort)
Vega de Espinareda (galiciska: A Veiga de Espiñareda) är en kommunhuvudort i Spanien.   Den ligger i provinsen Provincia de León och regionen Kastilien och Leon, i den nordvästra delen av landet, 400 km nordväst om huvudstaden Madrid. Vega de Espinareda ligger 616 meter över havet och antalet invånare är 2 647.
Terrängen runt Vega de Espinareda är huvudsakligen kuperad. Vega de Espinareda ligger nere i en dal. Runt Vega de Espinareda är det ganska glesbefolkat, med 25 invånare per kvadratkilometer. Närmaste större samhälle är Fabero, 5,3 km norr om Vega de Espinareda. I omgivningarna runt Vega de Espinareda växer i huvudsak blandskog.